# Copa del Emperador 1994
La 74.ª Copa del Emperador (第74回天皇杯全日本サッカー選手権大会 Dai 74-kai Tennōhai Zennihon Sakkā Senshuken Taikai?) fue la edición 1994 de dicha competición de fútbol, la más antigua de Japón. El torneo comenzó el 4 de diciembre de 1994 y terminó el 1 de enero de 1995.
El campeón fue Bellmare Hiratsuka, tras vencer en la final a Cerezo Osaka. De esta manera, el conjunto de la prefectura de Kanagawa volvió a dar la vuelta olímpica luego de quince años. Por lo mismo, disputó la Supercopa de Japón 1995 ante Verdy Kawasaki, ganador de la J. League 1994, y clasificó a la Recopa de la AFC 1995.

## Desarrollo
Fue disputada por 32 equipos, y Bellmare Hiratsuka ganó el campeonato.

## Equipos participantes

### J. League
- Kashima Antlers
- Urawa Red Diamonds
- JEF United Ichihara
- Verdy Kawasaki
- Yokohama Marinos
- Yokohama Flügels
- Bellmare Hiratsuka
- Shimizu S-Pulse
- Nagoya Grampus Eight
- Júbilo Iwata
- Gamba Osaka
- Sanfrecce Hiroshima

### Hokkaidō
- Universidad de Sapporo

### Tōhoku
- NEC Yamagata

### Kantō
- Tokyo Gas
- Toshiba
- Universidad Kokushikan
- Universidad Komazawa
- Universidad Senshū
- Kofu S.C.

### Hokushin'etsu
- Hokuriku Electric Power

### Tōkai
- Chuo Bohan FC Fujieda Blux
- Nippon Denso
- Cosmo Oil

### Kansai
- Cerezo Osaka
- Universidad Hannan
- Universidad de Ritsumeikan
- Kyoto Purple Sanga

### Chūgoku
- Kawasaki Steel

### Shikoku
- Otsuka Pharmaceutical

### Kyūshū
- PJM Futures
- Toa Corporation

## Resultados

### Primera ronda
| Equipo 1                   | Resultado  | Equipo 2                   |
| -------------------------- | ---------- | -------------------------- |
| Sanfrecce Hiroshima        | 1–0 (t.s.) | Cosmo Oil                  |
| Kofu S.C.                  | 1–0        | Universidad de Sapporo     |
| Yokohama Marinos           | 2–0        | Hokuriku Electric Power    |
| NEC Yamagata               | 2–3        | Nagoya Grampus Eight       |
| Yokohama Flügels           | 1–0        | PJM Futures                |
| Universidad Senshū         | 1–3        | Urawa Red Diamonds         |
| Cerezo Osaka               | 1–0        | Universidad Komazawa       |
| Chuo Bohan FC Fujieda Blux | 1–4        | Verdy Kawasaki             |
| Kashima Antlers            | 0–2        | Tokyo Gas                  |
| Universidad Kokushikan     | 1–0        | Universidad de Ritsumeikan |
| Bellmare Hiratsuka         | 5–1        | Toa Corporation            |
| Toshiba                    | 0–2        | JEF United Ichihara        |
| Júbilo Iwata               | 1–3        | Otsuka Pharmaceutical      |
| Universidad Hannan         | 1–3        | Gamba Osaka                |
| Nippon Denso               | 1–3        | Kyoto Purple Sanga         |
| Kawasaki Steel             | 2–1        | Shimizu S-Pulse            |

### Segunda ronda
| Equipo 1              | Resultado  | Equipo 2               |
| --------------------- | ---------- | ---------------------- |
| Sanfrecce Hiroshima   | 2–0 (t.s.) | Kofu S.C.              |
| Yokohama Marinos      | 1–0        | Nagoya Grampus Eight   |
| Yokohama Flügels      | 0–2        | Urawa Red Diamonds     |
| Cerezo Osaka          | 1–0        | Verdy Kawasaki         |
| Tokyo Gas             | 1–0        | Universidad Kokushikan |
| Bellmare Hiratsuka    | 2–1 (t.s.) | JEF United Ichihara    |
| Otsuka Pharmaceutical | 0–5        | Gamba Osaka            |
| Kyoto Purple Sanga    | 3–1        | Kawasaki Steel         |

### Cuartos de final
| Equipo 1            | Resultado  | Equipo 2           |
| ------------------- | ---------- | ------------------ |
| Sanfrecce Hiroshima | 0–3        | Yokohama Marinos   |
| Urawa Red Diamonds  | 0–1 (t.s.) | Cerezo Osaka       |
| Tokyo Gas           | 1–2        | Bellmare Hiratsuka |
| Gamba Osaka         | 2–0        | Kyoto Purple Sanga |

### Semifinales
| Equipo 1           | Resultado  | Equipo 2     |
| ------------------ | ---------- | ------------ |
| Yokohama Marinos   | 1–2 (t.s.) | Cerezo Osaka |
| Bellmare Hiratsuka | 3–2        | Gamba Osaka  |

### Final
| Equipo 1     | Resultado | Equipo 2           |
| ------------ | --------- | ------------------ |
| Cerezo Osaka | 0–2       | Bellmare Hiratsuka |

| 1 de enero de 1995 | Cerezo Osaka | 0:2 (0:0) | Bellmare Hiratsuka | Estadio Nacional, Tokio         |                                 |
|                    |              | Reporte   | Noguchi 47', 86'   | Asistencia: 48.312 espectadores | Asistencia: 48.312 espectadores |

|                                        |
| Bandera de Prefectura de Kanagawa      |
| Campeón Bellmare Hiratsuka 3.er título |